# Georg Hartmann (Schauspieler)
Heinrich Georg Hartmann (* 22. Januar 1926 in Magdeburg; † 14. November 2012) war ein deutscher Schauspieler und Regisseur.

## Leben
Hartmann begann seine künstlerische Laufbahn kurz nach dem Zweiten Weltkrieg in der nord- und westdeutschen Provinz; belegt ist z. B. ein Engagement als Heinz Georg Hartmann in der Spielzeit 1947/48 am Stadttheater des westfälischen Plettenberg. Nach einer Verpflichtung an die Feuchtwanger Kreuzgangspiele gründete er 1953 eine eigene Bühne in Rothenburg ob der Tauber. In Wien, wo er 1955 mit einer kleinen Rolle sein Filmdebüt gegeben hatte, führte er auch Regie und trat auch am Burgtheater auf.
Seit seiner Rolle als Russe Semjon in Fritz Umgelters Fernsehmehrteiler So weit die Füße tragen, einer Verfilmung von Josef Martin Bauers gleichnamigem Roman, stand Georg Hartmann regelmäßig vor der Kamera, darunter auch weiterhin häufig unter Umgelters Regie. Während seine Auftritte in Kinofilmen sporadischer Natur sind, konnte man Hartmann die kommenden zwanzig Jahre in einer Fülle von Fernsehspielen sehen. Aufgrund seiner eher derben, unglamourösen Erscheinung war der Schauspieler zumeist auf handfeste, knorrige und schnörkellose, bisweilen ausgesprochen harte Typen festgelegt. Dabei handelte es sich oft um tragende Nebenrollen, in Einzelproduktionen wie auch als Gast in einer beträchtlichen Anzahl an Serien. Hartmanns Rollenpalette umfasste die gesamte Spanne von Charakteren; er verkörperte einfache Typen wie Bauern, Wachtmeister und Taxifahrer, aber auch hochgestellte Persönlichkeiten wie Marschälle, Adelige und Majore.
Nach dem Ende seiner Fernsehlaufbahn kehrte Hartmann wieder zum Theater zurück und spielte unter anderem erneut in Wien, diesmal am Theater in der Josefstadt.
Georg Hartmann war seit 1964 Mitglied der Freimaurerloge Gleichheit.

## Filme(Fernsehproduktionen, wenn nicht anders angegeben)
| - 1955: Dunja (Kino) - 1959: So weit die Füße tragen - 1960: Der Mann, der Donnerstag war - 1961: Nur der Wind (Kino) - 1962: Wer einmal aus dem Blechnapf frißt - 1962: Der Belagerungszustand - 1962: Sie schreiben mit (Serie) – Zwischenfall im D-Zug - 1963: Dantons Tod - 1963: Freundschaftsspiel - 1963: Vorsätzlich - 1963: Den Tod in der Hand - 1963: Ich war Cicero - 1963: Orden für die Wunderkinder - 1964: König Richard III - 1964: Die Teilnahme - 1964: Nachtzug D 106 - 1964: Weekend im Paradies - 1964: Das Kriminalmuseum (Serie) – Der Fahrplan - 1964: Lydia muss sterben - 1965: Der Nachtkurier meldet (Serie) – Bauherr Norske will keine Babys - 1965: Der Sündenbock - 1965: Der zerbrochene Krug - 1966: Der Ritter vom Mirakel - 1966: Die seltsamen Methoden des Franz Josef Wanninger – Die Stute Flora - 1966: Quadrille | - 1966: Herrenhaus - 1967: Polizeifunk ruft (Serie) – Der Wolfshund - 1967: Mr. Arcularis - 1967: So war Herr Brummell - 1967: Die Reisegesellschaft - 1967: Graf Yoster gibt sich die Ehre (Serie) – Brandung in Rot - 1968: Die fünfte Kolonne (Serie) – Sonnenblumenweg 7 - 1968: Novemberverbrecher – Eine Erinnerung - 1968: Epitaph für einen König - 1969: Josefine, das liebestolle Kätzchen - 1969: Der Kerl liebt mich – und das soll ich glauben? (Kino) - 1969: Attentat auf den Mächtigen - 1970: Merkwürdige Geschichten – Die Kälte einer Sommernacht - 1970: Der Pfarrer von St. Pauli (Kino) - 1971: Cabaret (Kino) - 1971: Ferdy und Ferdinand - 1972: Fußballtrainer Wulff (Serie) - 1972: Tod eines Fremden (Kino) - 1972: Graf Luckner - 1974: Loriots Telecabinet - 1975: Tristan - 1976: Das Schlangenei (Kino) - 1976: Graf Yoster gibt sich die Ehre (Serie) – Goldschatz gesucht - 1978: Pension Schöller - 1984: Tod eines Schaustellers - 1989: Professor Bernhardi |